# Cannonville
Cannonville est une localité située dans le comté de Garfield, dans l’Utah, aux États-Unis. Lors du recensement de 2000, sa population s’élevait à 148 habitants. Superficie totale : 3,2 km2 (1,2 mi2).

## Histoire
Cannonville a été établie en 1874 par des mormons sous le nom de Clifton. Elle a été rebaptisée en hommage à George Q. Cannon, un des responsables de l’Église mormone d’alors.

## Source
- (en) Cet article est partiellement ou en totalité issu de l’article de Wikipédia en anglais intitulé « Cannonville, Utah » (voir la liste des auteurs).